# Hydrocyphon elongatus
Hydrocyphon elongatus là một loài bọ cánh cứng trong họ Scirtidae. Loài này được Nyholm miêu tả khoa học năm 1981.